# 忽然囉囉攣
《忽然囉囉攣》（英語：In & Out）是一部1997年的美國喜劇電影，由凱文·克萊主演，法蘭克·歐茲執導。
根據編劇所言，故事靈感來自發生在第66屆奧斯卡頒獎典禮上的一段小趣事：湯·漢斯憑他在《費城》中的演出，贏得了最佳男主角獎，致詞時因角色是同性戀者，所以對他的兩個同志朋友作出感謝，包括了他在中學時的戲劇老師，但那位老師卻因當時仍未出櫃，而生活大受影響。

## 劇情
主角Howard Brackett是一個小鎮上的英文教師，本來就快和未婚妻舉行婚禮，豈知他的一個舊學生在奧斯卡金像獎頒獎典禮上突然宣稱Howard是同性戀者，令到小鎮上的居民立刻對Howard的性傾向產生了懷疑，而婚禮會否舉行亦成了問題。

## 演員
- 奇雲·格連 飾 Howard Brackett，一名英文老師
- 瓊安·庫薩克 飾 Emily Montgomery，Howard的未婚妻
- 湯姆·謝立克 飾 Peter Malloy，一名電視新聞記者，正報道Howard的故事
- 麥·迪倫 飾 Cameron Drake，Howard的一名舊學生，現在是演員，電影開頭獲奧斯卡金像獎
- 德琵·雷諾 飾 Berniece Brackett，Howard的母親
- Wilford Brimley 飾 Frank Brackett，Howard的父視
- 鮑勃·紐哈特 飾 Tom Halliwell，Howard任教學校的校長
- 蕭恩·哈特西 飾 Jack，Howard其中一名學生
- Zak Orth 飾 Mike，Howard其中一名學生
- Alexandra Holden 飾 Meredith，Howard其中一名學生
- Lauren Ambrose 飾 Vicky，Howard其中一名學生
- Shalom Harlow 飾 Sonya，Cameron的模特女友
- Gregory Jbara 飾 Walter Brackett，Howard的兄弟
- Lewis J. Stadlen 飾 Edward Kenrow，Howard其中一名同事
- Deborah Rush 飾 Ava Blazer，Howard其中一名同事
- Kevin Chamberlin 飾 Carl Mickley，Howard其中一名同事
- Kate McGregor-Stewart 飾 Aunt Becky，Howard其中一名親戚
- Debra Monk 飾 Lester太太，小鎮上的裁縫
- Ernie Sabella 飾 Aldo Hooper，Howard理髮師
- Joseph Maher 飾 Father Tim，小鎮上的其中一名神父，Howard曾尋求他的幫忙
- William Duell 飾 Emmett Wilson，小鎮上的郵差
- Alice Drummond 飾 Aunt Susan，Howard其中一名親戚
- 莎瑪·布萊兒 飾 Cousin Linda，Howard其中一名親戚

## 外部連結
- 互联网电影数据库（IMDb）上《忽然囉囉攣》的资料（英文）
- AllMovie上《忽然囉囉攣》的资料（英文）